# Ață dentară
Ața dentară servește la îndepărtarea bacteriilor și a resturilor alimentare din spațiile interdentare. Folosirea zilnică a acesteia este recomandată de către dentiști, alături de periuța de dinți. Ața dentară previne, printe altele, apariția parodontitei.
Ața dentară este comercializată cu sau fără ceară; cea cu ceară alunecă mai bine peste suprafețele dentare. De asemenea, există ață dentară impregnată cu mentă sau fluorizi.
Din estimările efectuate de specialiști rezultă că periuța de dinți îndepărtează doar 70% din bacterii, restul trebuind înlăturate cu ața dentară.

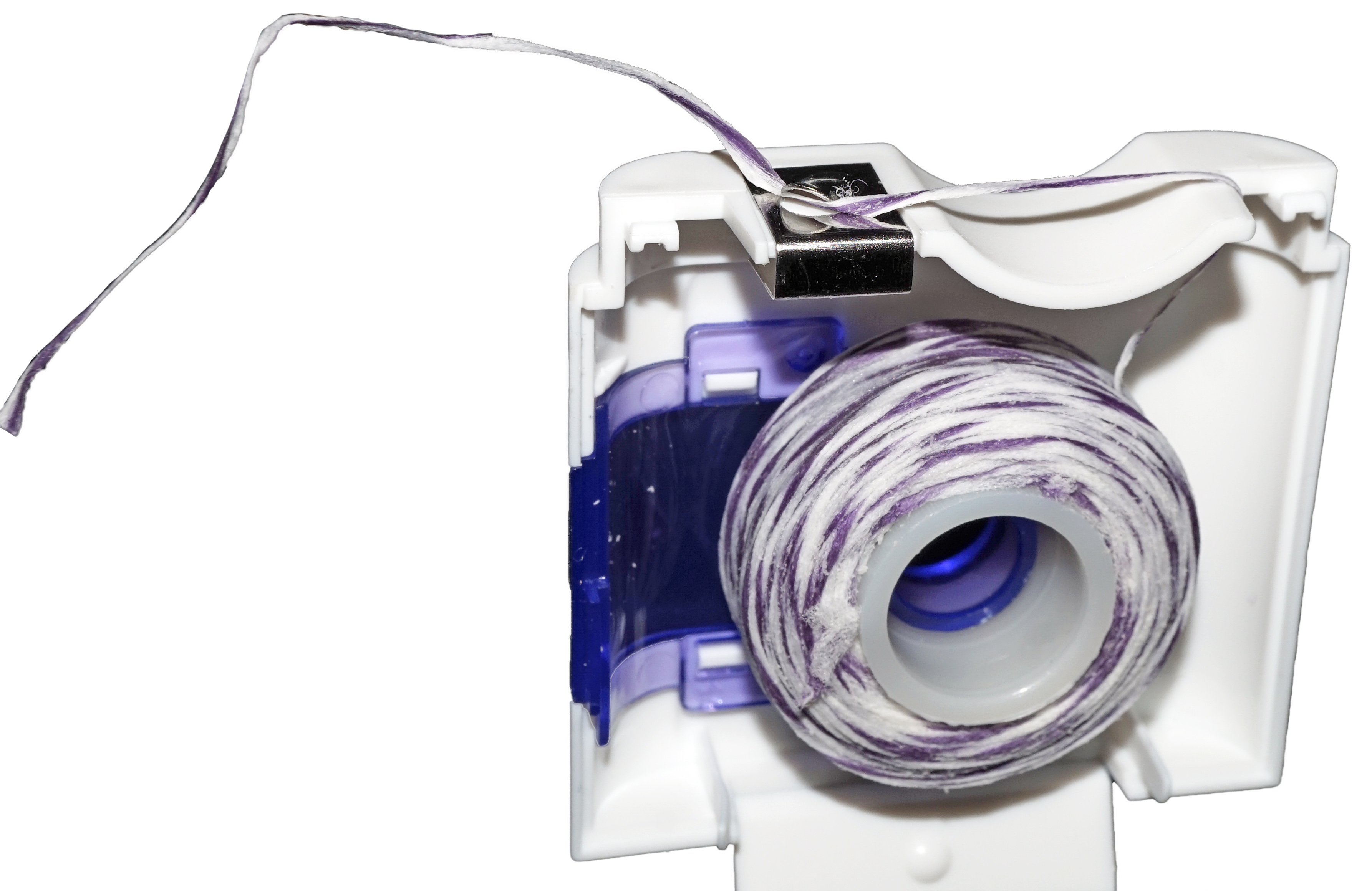
Aţă dentară
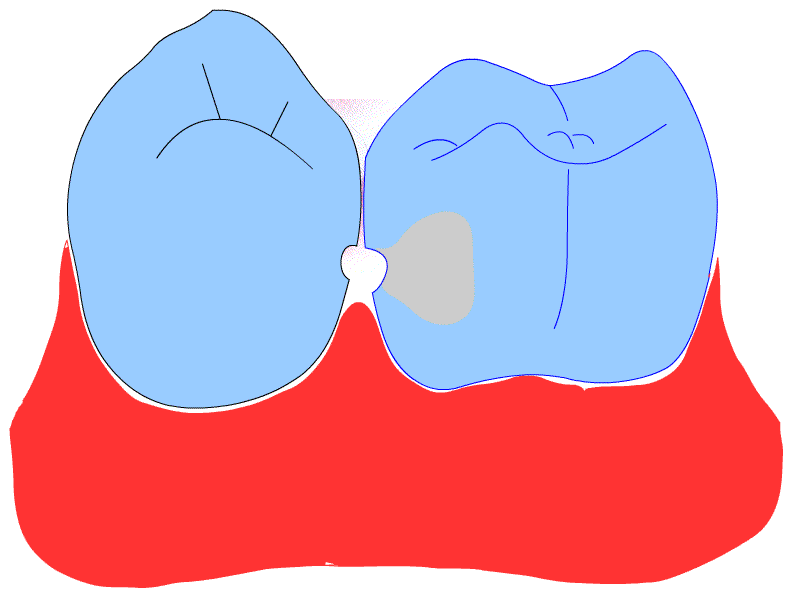
Carii
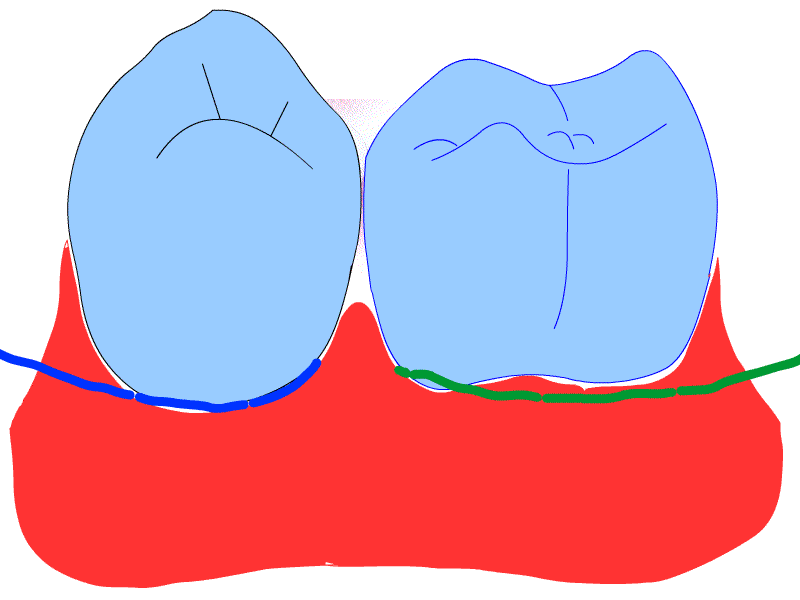
Curăţatul dinţilor prin mişcarea adâncă între dinte şi gingie. O dată pe o parte (verde), apoi pe cealaltă (albastru)
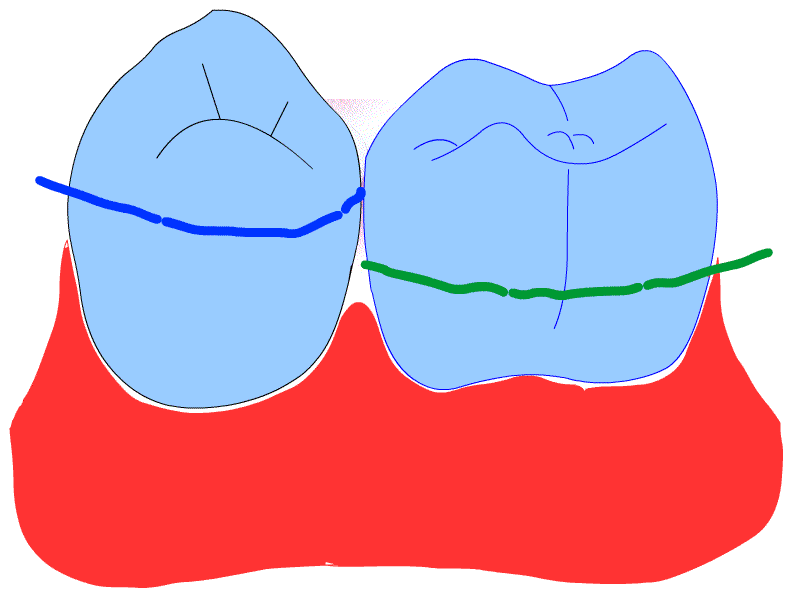
Curăţatul dinţilor prin alunecarea treptată în sus - în direcţia suprafeţei de masticaţie.
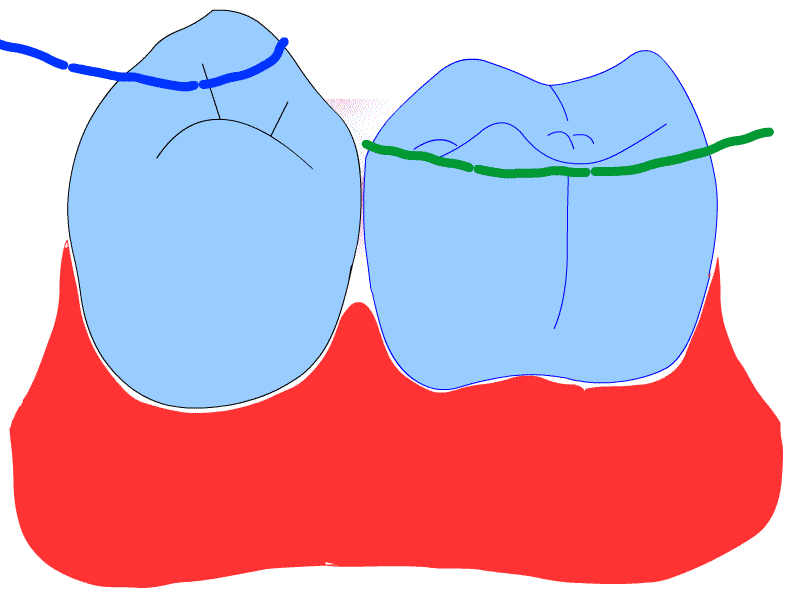
La sfârşit, aţa plesneşte din punctul de contact.
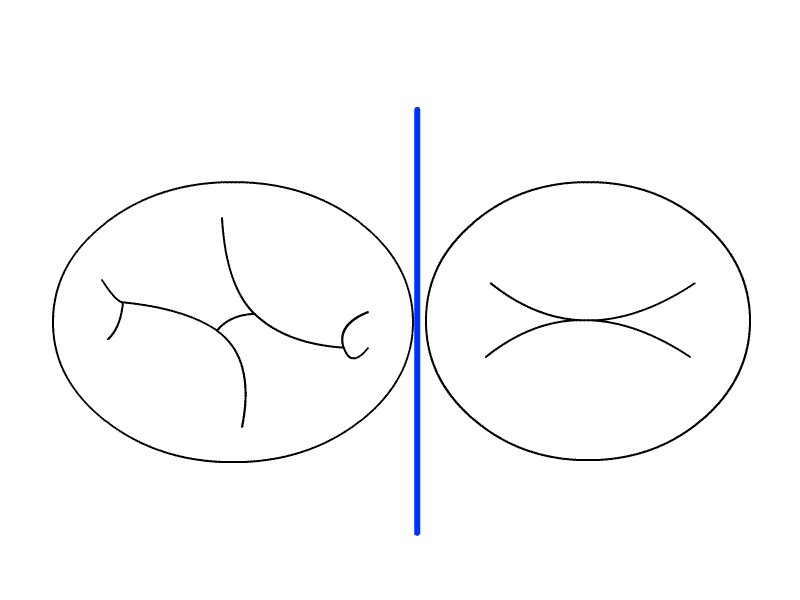
Un caz de folosire eronată, în care aţa este prea tare întinsă. Astfel, dintele este curăţat doar într-un punct.
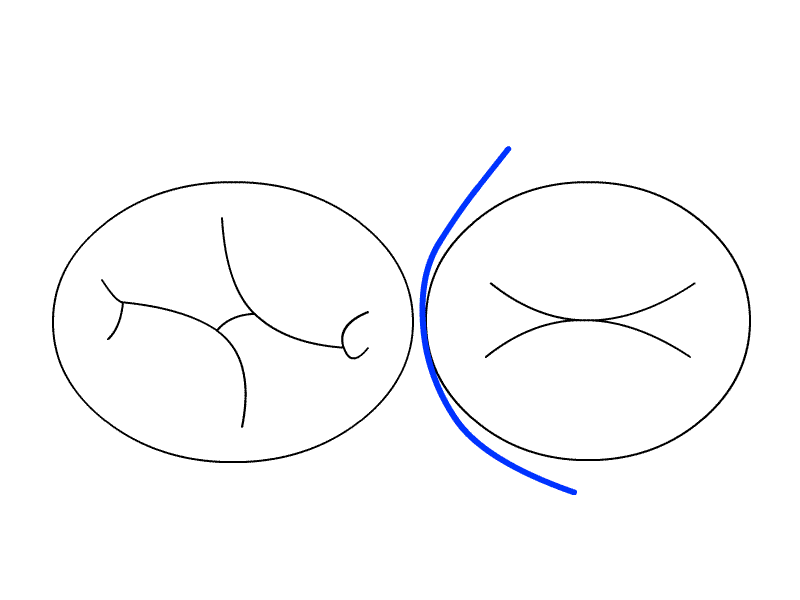
Modul corect de a folosi aţa, spre deosebire de cazul precedent.
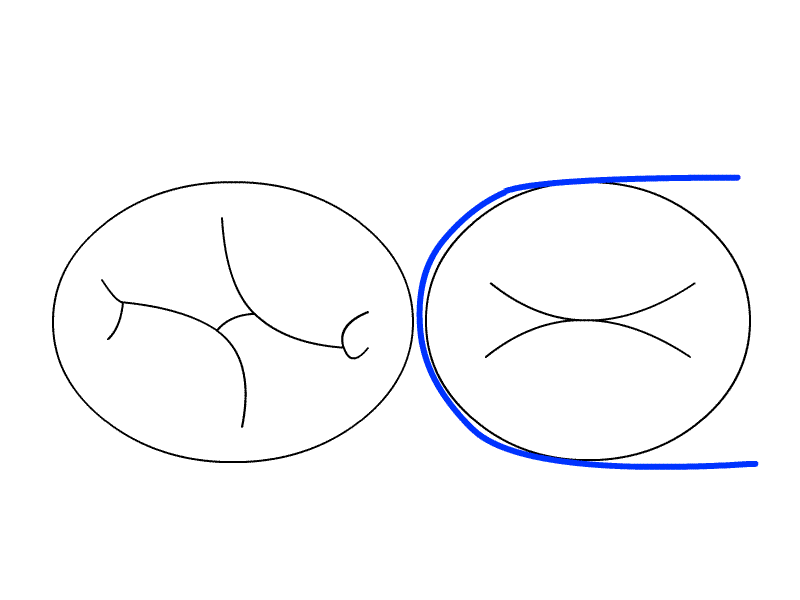
Mod de ţinere a aţei, în care aceasta poate fi întinsă pe jumătatea dintelui şi îl poate curăţa eficient.